# Liste der Einträge im National Register of Historic Places im Elmore County (Alabama)
Die Liste der Registered Historic Places im Elmore County in Alabama führt alle Bauwerke und historischen Stätten im Elmore County auf, die in das National Register of Historic Places aufgenommen wurden.

## Aktuelle Einträge
| Lfd. Nr. | Name                                       | Bild | Datum der Eintragung | Adresse/Lage                                                                                                 | Ort              | ID-Nr.   | Beschreibung                                              |
| -------- | ------------------------------------------ | ---- | -------------------- | --- | ---------------- | -------- | --------------------------------------------------------- |
| 1        | Abel Hagerty House                         |      | 14. Jan. 2008        | 4690 Jasmine Hill Rd.                                                                                        | Wetumpka         | 07001389 |                                                           |
| 2        | Alabama State Penitentiary                 |      | 8. Mai 1973          | NE of Wetumpka on US 231                                                                                     | Wetumpka         | 73000342 |                                                           |
| 3        | East Wetumpka Commercial Historic District |      | 20. Feb. 1992        | Roughly, Company St. from Spring St. to E. Bridge St. and E. Bridge and Commerce Sts. from Main to Hill Sts. | Wetumpka         | 92000055 |                                                           |
| 4        | First Baptist Church of Wetumpka           |      | 24. Okt. 2008        | 205 West Bridge St.                                                                                          | Wetumpka         | 06001101 |                                                           |
| 5        | First Presbyterian Church of Wetumpka      |      | 8. Okt. 1976         | W. Bridge St.                                                                                                | Wetumpka         | 76000324 |                                                           |
| 6        | First United Methodist Church of Wetumpka  |      | 15. Feb. 1973        | 308 Tuskeena St.                                                                                             | Wetumpka         | 73000343 |                                                           |
| 7        | Fort Toulouse                              |      | 15. Okt. 1966        | 4 mi (6,4 km) SW of Wetumpka at confluence of the Coosa and Tallapoosa rivers                                | Wetumpka         | 66000148 | Hat außerdem den Status eines National Historic Landmarks |
| 8        | Hickory Ground                             |      | 10. März 1980        | Address Restricted                                                                                           | Wetumpka         | 80000685 |                                                           |
| 9        | Lanark Plantation                          |      | 12. Mai 2008         | 3050 Lanark Rd.                                                                                              | Millbrook        | 08000543 |                                                           |
| 10       | Robinson Springs United Methodist Church   |      | 1. März 1982         | AL 14 and AL 143                                                                                             | Robinson Springs | 82002012 |                                                           |
| 11       | Tallassee Commercial Historic District     |      | 6. März 1992         | Roughly, 3 blocks on S side Barnett Blvd. between old River Rd. and DuBois St.                               | Tallassee        | 92000072 |                                                           |
| 12       | Tallassee Mills                            |      | 26. Apr. 2010        | 1844 Old Mill Rd.                                                                                            | Tallassee        | 09000734 |                                                           |
| 13       | First United Methodist Church of Tallassee |      | 26. Apr. 2010        | | Tallassee        |          |                                                           |
| 14       | Wetumpka L & N Depot                       |      | 1. Juli 1975         | Coosa St. | Wetumpka         | 75000312 |                                                           |